# Маклаков, Алексей Константинович
Алексей Константинович Маклаков (род. 6 января 1961, Новосибирск, РСФСР, СССР) — советский и российский актёр театра и кино, певец; заслуженный артист Российской Федерации (2007).
Широкую известность приобрёл благодаря роли старшего прапорщика Шматко в телесериале «Солдаты».

## Биография
Родился 6 января 1961 года в Новосибирске. Мать Ирина Викторовна воспитывала сына одна. Вскоре после рождения переехал вместе с матерью в Салават Республики Башкортостан.
Учился в школе № 21 (теперь гимназия № 1)
В 1981 году окончил актёрский факультет Новосибирского государственного театрального училища (курс В. Харитонова, С. Горбушина, С. Иоаниди).
Некоторое время работал на «Радио Юнитон». Играл в новосибирских театрах «Глобус» и «Красный факел».
В 1996 году переехал в столицу и был зачислен в группу Московского академического театра имени Владимира Маяковского, где работал до 2006 года. Наиболее известен по роли прапорщика Шматко в телесериале «Солдаты».
С 2006 года работает в антрепризных проектах.
Болельщик футбольного клуба «Спартак».
В мае 2023 года принял участие в скетчкоме «Истории большой страны» на канале «Россия-1».

### Семья
У Маклакова шестеро детей.
Дочь Татьяна от брака с одноклассницей в 18 лет.
Первая жена — Ольга Белокобыльская. Сын — Илья Белокобыльский (8 июля 1987) живёт в Новосибирске. Играл вместе с отцом в сериале «Солдаты», роль рядовой Андрей Скрипка.
Вторая жена — Мария. Дочь — Николь (1998), живёт в Канаде.
Третья жена — Анна Романова (род. 1984). Дочь — Ирина (январь 2009).
Дочь София (декабрь 2012).
Имеет внебрачного сына Прохора (род. 1985). И от него, внука Платона.

## Творчество

### Роли в театре
Театр имени Вл. Маяковского (1996—2006)
- «Синтезатор любви» — Мерви
- «Входит свободный человек» — Браун
- «Плоды просвещения» — доктор
- «Дети Ванюшина» — Красавин
- «Чума на оба ваши дома!» — синьор Капулетти
- «Как вам это полюбится» — Ле-Бо

Московский независимый театр
- «Мастер и Маргарита» — Берлиоз / Бегемот

Киевский драматический театр на Подоле
- «Он — моя сестра» — Рой

Ленком (с мая 2021 года)
- Доходное место — Аким Акимыч Юсов
- Tout payé, или Всё оплачено — Машу

### Фильмография
- 1987 — Перед свадьбой — приятель Сергея
- 1999 — Д. Д. Д. Досье детектива Дубровского — патологоанатом
- 1999 — 2000 — Каменская (фильм 4-й «Смерть ради смерти») — Николай Адамович Томилин, человек из министерства
- 2000 — Маросейка, 12 — начальник отделения милиции
- 2000 — 2001 — Простые истины — Андрей Константинович Нефёдов (225-я серия)
- 2001 — Привет, малыш! — Иван Цезаревич Соломонов (Малыш)
- 2002 — Мясо (короткометражка) — человек
- 2002 — Две судьбы — Василий Чайкин, любовник Лидии
- 2004 — Ночной Дозор — Семён, водитель Ночного Дозора
- 2004 — Виола Тараканова. В мире преступных страстей — Семён Акимович Попов, сын Акима Ефимовича
- 2004 — Апокриф: музыка для Петра и Павла — Моцарт
- 2004 — 2013 — Солдаты — прапорщик / старший прапорщик / лейтенант (разжалован) / старший прапорщик Олег Николаевич Шматко
- 2005 — Первое правило королевы — Осип Савельич
- 2005 — Парни из стали — Можайский
- 2005 — Есенин — Пётр Иванович Чагин, советский журналист, партийный и издательский работник, друг Сергея Есенина
- 2005 — Не забывай — командир эскадрильи
- 2005 — Дневной Дозор — Семён, водитель Ночного Дозора
- 2005 — Громовы — дядя Лёва, водитель Дома малютки
- 2005 — Время собирать камни — комендант
- 2005 — Банкирши — Федосеев
- 2006 — Тупой жирный заяц — актёр Аркадий Аркадьевич Сопелкин
- 2006 — Прапорщик Шматко, или «Ё-моё» — прапорщик Олег Николаевич Шматко
- 2006 — Старая подруга — дядя Феликс
- 2006 — Офицеры — Подшибякин, тренер
- 2006 — Мёртвый. Живой. Опасный — следователь Клименко
- 2006 — Будем на «ты» — Степан Аркадьевич
- 2007 — Платина — Владимир Иванович Чубенко, полковник милиции
- 2007 — Милосердный — Парамонов
- 2007 — Всё по-честному — тренер Ковалёв
- 2007 — 2008 — Гаишники — прапорщик Владимир Михайлович Коровин
- 2008 — Шаг за шагом — Виктор
- 2008 — Приговор — Виктор Степанович
- 2008 — После жизни — Даниил
- 2009 — Иго любви — Маклаков
- 2009 — Как казаки… — староста Михайло Потапыч
- 2010 — Однажды в Бабен-Бабене — бизнесмен Репкин
- 2011 — Суперменеджер, или Мотыга судьбы — дядя Коля
- 2013 — Тёмный мир: Равновесие — Вячеслав Владимирович, физрук
- 2013 — Стройка — Михалыч
- 2013 — Как закалялся стайл (сериал, 4 эпизод) — полковник украинской армии
- 2014 — Семья 3D — Миша Долгих
- 2015 — Общество анонимных оптимистов (короткометражка) — начальник
- 2016 — Эластико — тренер Николай Петрович
- 2017 — Везучий случай — Василич
- 2017 — Новогодний переполох — Бугор
- 2017 — Беглецы — отец Стёпы
- 2018 — Остров исправления — директор школы
- 2018 — Отпуск по собственному желанию — глава
- 2019 — 2022 — ИП Пирогова — Василий Михайлович, друг Виктора (5 сезон)
- 2019 — Лихач — Виктор, отец Лихача
- 2020 — Мир! Дружба! Жвачка! — Юрий Полиэктович, декан
- 2021 — Майор Гром: Чумной Доктор — Фёдор Иванович Прокопенко, генерал-полковник, начальник Главного управления полиции Санкт-Петербурга
- 2021 — Крюк — Олег Борисович, сенатор, отец Ани
- 2021 — Хрустальный — Иван Севастьянович Михайлов, тренер по борьбе
- 2021 — Проклятый чиновник — мэр
- 2021 — 8 способов любить — Сергей / Прагма
- 2021 — Майор Гром: Чумной Доктор. Расширенная версия — Фёдор Прокопенко
- 2021 — Жена олигарха — мэр Добруйска
- 2021 — Семейный бюджет — Игорь Иванович Фролов
- 2022 — Здравствуйте, вам пора — Игорь Борисович, чиновник
- 2022 — Наследство — полковник Устинов
- 2022 — Короче, я женюсь! — Борис
- 2022 — Абсурд — Константин Сергеевич Егоров
- 2022 — Нулевой пациент — Владимир Крючков, председатель КГБ СССР
- 2022 — Жена олигарха 2 — мэр Добруйска
- 2022 — Дурдом — Роман
- 2023 — Не одна дома — Георгий Николаевич
- 2023 — Любовь-морковь 4. Восстание машин — начальник отдела полиции, полковник полиции
- 2023 — Юность — Старостин
- 2023 — Стрим — тренер
- 2024 — Небриллиантовая рука — полковник КГБ
- 2024 — Майор Гром: Игра — Фёдор Иванович Прокопенко, генерал-полковник, начальник Главного управления полиции Санкт-Петербурга
- 2024 — Мосгаз. Метроном — Кононенко, судья Московского областного суда
- 2024 — Солнце, море, два ствола — подполковник
- 2025 — Майор Гром. Сериал — Фёдор Прокопенко
- 2025 — Охотники за призраком — Максим

### Роли в телепроекте «Театр эстрады»
- Роман Карцев (первый выпуск)
- Эдуард Апломбов (кукла-конферансье из спектакля «Необыкновенный концерт» (второй выпуск)
- Адриано Челентано (третий выпуск)
- участница ансамбля народного танца (четвёртый выпуск)
- Бенни Хилл (пятый выпуск)
- Евгений Леонов (шестой выпуск)
- Олег Попов (седьмой выпуск)
- Михаил Жванецкий (восьмой выпуск)

### Дискография
- 2007 — Ё-моё! (SONY/BMG Russia)

1. Мамины глаза
2. Я тебя люблю
3. Не грусти
4. Без тебя
5. Одна такая
6. Просто
7. Замкнутый круг
8. Ты и я
9. Всё вернулось (OST «Прапорщик или Ё-Моё»)
10. Тополя (OST «Прапорщик или Ё-Моё»)
11. Имя (дуэт с ЮТА)

- Синглы

1. Сломанная ветка — 2010
2. Бардак — 2010
3. Ты выглядишь на миллион — 2012
4. Спартак — 2013

## Работа в рекламе
- Реклама Билайн «Тяжёлая атлетика»[10]
- Реклама краски «Текс»
- Реклама маргарина «Рама»
- Реклама пива «Старый мельник»
- Реклама маркетплейса «ВсеИнструменты.ру»

## Награды
- Заслуженный артист Российской Федерации (2007)
- Благодарность Мэра Москвы (24 октября 2024 года) — за вклад в развитие культуры в городе Москве и многолетний добросовестный труд[11]